# عبدالباری عطوان
عبدالباری عطوان (به عربی: عبد الباري عطوان)، نویسنده و روزنامه‌نگار و تحلیل‌گر فلسطینی متولد اردوگاه دیر البلح در بخش غزه در سال ۱۹۵۰ است.
او قبلاً رئیس و سردبیر روزنامه عربی القدس العربی بود که در لندن منتشر می‌شد. پس از این که این روزنامه از سوی یکی از شاهزادگان عرب خریداری شد در سرمقاله‌ای از خوانندگان خداحافظی کرد و از القدس العربی رفت. او بعدها پایگاه خبری رأی الیوم را راه اندازی کرد و از آن زمان سرمقاله‌های خود را در این پایگاه می‌نویسد.
وی در برنامه‌های شبکه‌های تلویزیونی عربی و انگلیسی مانند بی‌بی‌سی، سی‌ان‌ان، العربیه و الجزیره حضور دارد. وی همچنین با روزنامه‌هایی مانند الشرق الاوسط و الحیات نیز همکاری داشته‌است.

## متد کار
ویژگی برجسته مقالات و مصاحبه‌های تلویزیونی عبدالباری عطوان صراحت تأثیرگذار آن بود و تحسین همگان کما اینکه خشم بسیاری را برمی‌انگیخت. بسیاری او را یک قهرمان و صدای منعکس‌کننده شعور توده‌های مردم محروم و ساکت می‌دانستند.

## فعالیت‌های حرفه‌ای
عبدالباری عطوان اولین عربی بود که به‌عضویت کمیته داوران انجمن سلطنتی تلویزیون انگلستان درآمد. این کمیته مسئولیت ارزیابی فعالیت‌های تلویزیونی هم در انگلستان و هم در سطح جهانی را دارد و سالانه جوائزی را به حائزین شرایط این انجمن اهدا می‌کند.
عبدالباری در سال ۲۰۰۳ مشترکاً با ایگناسیو رامونی از اساتید دانشگاه لندن به جایزه استمرار فرهنگی شمال – جنوب دست یافت.
عبدالباری عطوان سبک‌های آموزشی زیادی در مورد مسائل خاورمیانه در دانشگاه‌های انگلستان و همچنین کشورهای عربی به وجود آورده و در بسیاری از دوره‌های آموزشی در زمینه سیاست حول مسائل خاورمیانه شرکت داشته‌است. او بشدت از مسئله فلسطین و اعراب حمایت می‌کرد و از منتقدان سرسخت دشمنان و توطئه گران علیه فلسطین و اعراب بود.

### مصاحبه با بن لادن
در سال ۱۹۹۶، عبدالباری عطوان با اسامه بن لادن مصاحبه کرد. او مجبور بود با پوشیدن لباس افغانستان از میان کوه‌ها سفر کند. وی بعداً این تجربه را «ترسناک‌ترین سفر» خود خواند. برداشت او از بن لادن این بود که او «یک پدیده افراطی» است. عطوان دو روز در غارها ماند و در دمای زیر صفر خوابید.
وی در کتاب خود، «تاریخ سری القاعده» نوشت: «من روش القاعده را تأیید نمی‌کنم و به هیچ وجه پشتیبانی نمی‌کنم» و «حملات به شهروندان بی گناه در غرب را کاملا محکوم می‌کنم».
«عبدالباری عطوان» نویسنده و تحلیلگر سیاسی اظهار داشته است که اسرائیلی‌ها به مناسبت سرنگونی حکومت سوریه، خروج سوریه از محور مقاومت و فرهنگ مقاومت و عرب‌گرایی جشن برپا کرده اند.

## کتاب‌ها
- تاریخ سری القاعده، عبدالباری عطوان، براون (۲۰۰۶)، شابک ۹۷۸-۰-۳۴۹-۱۲۰۳۵-۵
- کشور واژه‌ها: سفریک فلسطینی از اردوگاه پناهندگان تا صفحه اول جراید، عبدالباری عطوان، SAQI (۲۵ سپتامبر ۲۰۰۸)، شابک ۹۷۸-۰-۸۶۳۵۶-۶۲۱-۹
- بعد از بن لادن: القاعده، نسل بعدی، عبدالباری عطوان، SAQI (۱۰ سپتامبر ۲۰۱۲)، شابک ۹۷۸-۰-۸۶۳۵۶-۴۱۹-۲
- دولت اسلامی: خلافت دیجیتال، عبدالباری عطوان ، انتشارات دانشگاه کالیفرنیا (۸ سپتامبر ۲۰۱۵)، شابک ۹۷۸-۰-۵۲۰۲۸-۹۲۸-۴